# Frederick Gordon-Lennox, 9. Duke of Richmond

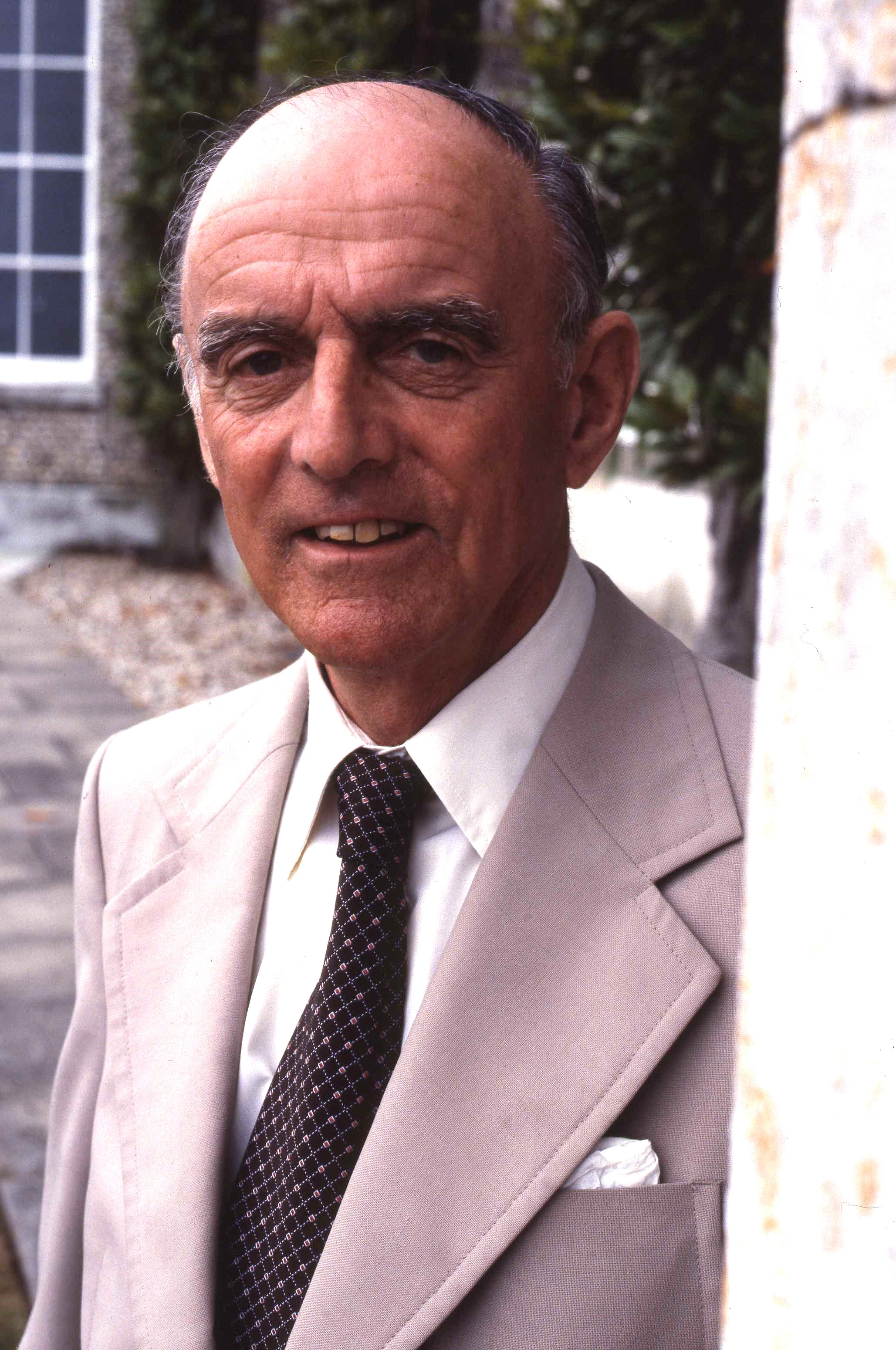
Frederick Gordon-Lennox, 9. Duke of Richmond, 1988

Frederick Charles Gordon-Lennox, 9. Duke of Richmond (* 5. Februar 1904; † 2. November 1989), war ein britischer Adliger und Motorsportler.
Frederick Charles war der jüngste und einzige überlebende Sohn von Charles Gordon-Lennox, 8. Duke of Richmond, und dessen Ehefrau Hilda Madeline Brassey. Als Heir apparent seines Vaters führte er ab 1928 den Höflichkeitstitel Earl of March.
Er wurde am Eton College und am Christ Church College an der Universität Oxford ausgebildet. Anschließend diente er als Lieutenant des Royal Tank Corps. Bereits in der Jugend entwickelte er ein Interesse für Ingenieurwissenschaften und war ein begeisterter Motorsportler, der unter anderem das Brooklands Double Twelve Race gewann.
1935 erbte er beim Tod seines Vaters dessen Adelstitel als 9. Duke of Richmond, 9. Duke of Lennox, 4. Duke of Gordon und 9. Duc d’Aubigny und wurde dadurch Mitglied des House of Lords. Aufgrund der Erbschaftssteuer sah er sich in der Folgezeit gezwungen Gordon Castle und die weiteren Besitzungen der Familie in Schottland zu verkaufen.
Er entwarf und flog ein eigenes Flugzeug und kämpfte im Zweiten Weltkrieg im Rang eines Flight Lieutenant als Pilot bei der Royal Air Force. Nach dem Krieg war er Lieutenant der Reserve bei der Royal Artillery.
Nach dem Krieg begann er auf seinem Anwesen mit dem Bau einer Motorrennstrecke; der Goodwood Circuit wurde aber 1966 größtenteils wieder außer Betrieb genommen, da er nicht für die zwischenzeitlich deutlich gestiegenen Geschwindigkeiten der Fahrzeuge ausgelegt und die Sicherheit von Fahrern und Zuschauern nicht mehr ausreichend gewährleistet war. Heute findet dort das Goodwood Festival of Speed statt. Gordon-Lennox war der am längsten im Amt befindliche Vizepräsident des Royal Automobile Club.
Er heiratete 1927 Elizabeth Grace Hudson († 1992), Tochter des Rev. Thomas William Hudson, Vikar von Wendover in Buckinghamshire, mit der er zwei Söhne hatte:
- Charles Gordon-Lennox, 10. Duke of Richmond (1929–2017),
- Lord Nicholas Gordon-Lennox (1931–2004), britischer Botschafter in Spanien.